# 牛防風
牛防风，又译作原独活、椎独活，俗称猪草（hogweed）或普通猪草（common hogweed），是一种草本、开花、多年生、多果植物，原产于欧洲、西亚和北非的部分地区，但在北美等其他地区亦有引入。

## 描述
牛防风是一种草本开花植物，植株较为高大且多毛，高度可达2米。牛防风的茎结实且直立，茎上附有刚毛，根部较庞大，宽阔的复叶长度可达到50厘米，亦布满绒毛，由5—7片小叶片组成，叶边缘呈锯齿状。牛防风为多年生多果植物（有文献称其为二年生），花呈白色或少见的粉白色及紫色，为五瓣花，长约2—12厘米，以伞形花序排列，形态扁平或略有凸出，直径4—25厘米，外围花瓣则呈狭长的伞幅状，果实圆形，背部扁平，果身无绒毛，长约12毫米。
牛防风具有特殊的气味，猪喜食该草的叶子和根，这是其俗名“猪草”的可能由来。牛防风植株内含有可引起植物日光性皮炎的化合物呋喃香豆素，但含量比较低。牛防风常与西伯利亚独活混淆，后者与牛防风的形态较为相似，但花朵呈黄绿色，呈放线状排列。
1753年，瑞典植物学家卡尔·林奈将牛防风描述为独活属（亦可译作牛防风属）下的五种植物之一。而由于牛防风在其广袤的分布地域内形貌也有所不同，故在其下描述了一些种下分类群。1968年，欧洲植物志收录了牛防风的8个亚种；截至2023年9月，世界在线植物志（WFO）和世界植物在线（POWO）分别收录了牛防风的18个、14个亚种。

## 分布与生态
牛防风原产于欧洲、西亚和北非，并已被引入北美，常见于草原、草本植物丰富的草地、树篱、树林、道路边缘、铁路路堤、荒地和耕地等处:180，喜生长在潮湿、改良的富含氮的土壤上。
在欧洲大陆，牛防风主要的花季在6月—9月间，开花、结果最多的月份分别为7月和8月，而在英国地区，种子的传播则发生在九月分点前后的9月下旬至10月上旬间。
牛防风主要依靠甲虫、黄蜂及苍蝇等昆虫来采蜜授粉，甚至有一种苍蝇因其被发现在牛防风上而被命名为（中文译名为芹菜实蝇）。另有学名为的植潜蝇采食牛防风的叶子。

## 用途
在欧洲，早期居民使用牛防风腌制后的茎、叶和花来熬制罗宋汤，直到后来才被其他蔬菜取代（如乌克兰地区使用的最为典型的甜菜），而有的食客认为牛防风的嫩芽较适宜食用。另外，牛防风的种子可以在干燥后作为香料食用，其味道类似于豆蔻。